# Hutchinson (Noord-Kaap)
Hutchinson is een klein dorpje gelegen in de gemeente Ubuntu in de Zuid-Afrikaanse provincie Noord-Kaap. Het is gelegen bij een voormalige spoorwegkruising in deze provincie en ligt 12 km ten zuidoosten van Victoria-West aan de Spoorlijn Kaapstad-Kimberly en aan de regionale weg R63.

## Geschiedenis
De geschiedenis van Hutchinson gaat terug tot 1883 toen aan de spoorlijn van Kaapstad naar Kimberley het station 'Victoria-Wes-Weg' werd gebouwd. De rond het station ontstane nederztteing werd in 1901 hernoemd naar Sir Walter Hely-Hutchinson, de toenmalige Gouverneur van de Kaapkolonie. In 1905 werd Hutchinson een spoorwegkruising, toen werd een aftakking van de spoorlijn aangelegd naar Victoria-West en Carnarvon. Deze spoorlijn werd in 1915 verlengd naar Williston en in 1918 naar Calvinia. De spoorlijn naar Victoria Wes werd in 2001 gesloten maar passagierstreinen stoppen nog steeds in Hutchinson om die plaats te bedienen.